# Quartier de Grenelle
Grenelle är en del av 15:e arrondissementet i Paris på västra Seinestranden.
Här påträffades på 1870-talet skelettfyndet efter förhistoriska människor, dels långskallar i de djupare skikten, dels utpräglade kortskallar i de övre. Långskallarna var av Cro Magnon-typ.